# Vladimir Simović
Vladimir Simović (* 1973) ist ein deutscher Sachbuchautor und Blogger. In dieser Tätigkeit hat er sich vor allem als Experte für WordPress profiliert. 

## Leben
Nach ersten beruflichen Stationen am Max-Planck-Institut für Züchtungsforschung und am Institut für Genetik der Universität zu Köln war Simović seit 2003 als Freiberufler tätig. Seit 2004 befasst er sich mit dem CMS WordPress. Neben Büchern, von denen einige in mehreren Auflagen erschienen sind, hält er Vorträge und veröffentlicht er Artikel in Fachzeitschriften (unter anderem in iX, c’t und PHP Magazin). Dabei befasst sich auch mit weiteren internetaffinen Themen.
Seit 2008 führt er mit der perun.net webwork gmbh ein eigenes Unternehmen, das Schulungen und IT-Projektmanagement anbietet. Daneben ist er Redakteur für Entwicklung & Design bei t3n. Simović lebt und arbeitet in Lügde.

## Veröffentlichungen (Auswahl)
- (zusammen mit Jan Heinicke) CSS: modernes Webdesign mit CSS; attraktive Gestaltung, browserunabhängige Layouts, professionelle Techniken, Düsseldorf: Data-Becker 2006.
- WordPress: das Praxisbuch, Heidelberg: mitp 2007 (5. Auflage 2013).
- Das Einsteigerseminar Wordpress, Heidelberg: bhv, 2007.
- (zusammen mit Christopher Meil) Geld 2.0: Geld verdienen im Web 2.0, Heidelberg: mitp 2008.
- Werkzeuge fürs Web: nützliche Tools für Webdesigner, Webentwickler, Blogger und Online-Redakteure, Heidelberg: dpunkt 2010.
- 55 WordPress-Tipps: So gelingt Ihr Webauftritt, Frankfurt am Main: entwickler.press 2016.